# Daiki Matsuoka
Daiki Matsuoka (松岡 大起 Matsuoka Daiki?, Kumamoto, Kumamoto, 1 de junio de 2001) es un futbolista japonés que juega como centrocampista en el Avispa Fukuoka de la J1 League.

## Trayectoria
En 2019 se unió al Sagan Tosu de la J1 League.

## Clubes
| Club                          | País   | Año       |
| ----------------------------- | ------ | --------- |
| Sagan Tosu                    | Japón  | 2019-2021 |
| Shimizu S-Pulse               | Japón  | 2021-2023 |
| Grêmio Novorizontino (cedido) | Brasil | 2023      |
| Avispa Fukuoka                | Japón  | 2024-     |